# Yodit Getahun
Yodit Getahun (sinh ngày 12 tháng 2 năm 1985) là Hoa hậu Thế giới Ethiopia năm 2003. Cô đại diện cho Ethiopia trong ba cuộc thi quốc tế và được trao hai danh hiệu. Cô tham gia cuộc thi "Hoa hậu Du lịch Quả cầu" tại Moscow, Nga, nơi cô giành được một danh hiệu nhà tài trợ mang tên là "Hoa hậu Neva 2003". Cô tham gia cuộc thi Hoa hậu Trái Đất 2003 ở Philippines và giành giải thưởng phụ Hoa hậu Thân thiện (Miss Friendship). Cô cũng được tài trợ bởi Tổ chức Đời sống Ethiopia với nền tảng tại London, và tham gia Cuộc thi Hoa hậu Quốc tế Hoa hậu ở Tokyo, Nhật Bản.
Yodit Getahun sinh tại Dire Dawa, Ethiopia ngày 12 tháng 2 năm 1985.
Yodit Getahun sau đó đã bị truất ngôi và trở thành cô gái Ethiopia duy nhất từng bị tước bỏ một vương miện sắc đẹp quốc gia trong lịch sử Ethiopia. Cô đã không theo dõi và tuân theo các điều khoản trong hợp đồng của mình với tổ chức mẹ của mình, Tổ chức Đời sống Ethiopia.
Cô đã bị tước bỏ vương miện Hoa hậu Ethiopia Thế giới 2003 vào giữa tháng 2 năm 2004 vì bỏ học ở Ethiopia và cũng từ chối trở về Ethiopia sau khi được giao nhiệm vụ đại diện cho Ethiopia tại Hoa hậu Quốc tế 2003 và Hoa hậu Trái Đất 2003.
Cô dường như bỏ trốn trong khi ở Philippines, và ở lại đó gần 6 tháng sau Hoa hậu Trái Đất 2003, từ chối trở về Ethiopia và trường của cô, và thay vào đó tập trung vào việc cố gắng bảo vệ "Các điều khoản đóng phim" và được kế vị bới Á hậu 1 là Muna Fikremariam.